# Milburn Stone
Hugh Milburn Stone (ur. 5 lipca 1904 w Burrton, zm. 12 czerwca 1980 w La Jolla) – amerykański aktor. Odtwórca roli porywczego doktora Galena „Doca” Adamsa w serialu CBS Strzały w Dodge City (1955–75), za którą zdobył nagrodę Emmy i był nominowany do Złotego Globu.
8 lutego 1960 otrzymał własną gwiazdę w Alei Gwiazd w Los Angeles znajdującą się przy 6823 Hollywood Boulevard.

## Życiorys
Urodził się w Burrton w Kansas jako syn Laury Anna Belfield Stone Marr i Herberta Macklina Stone’a. Miał dwie młodsze siostry – Glennis i Helen oraz młodszego brata Charlesa Josepha. W 1922 ukończył Burrton High School, gdzie działał w klubie teatralnym, grał w koszykówkę i śpiewał w kwartecie fryzjerskim. Jego wujek Fred Stone był wszechstronnym aktorem, który występował na Broadwayu i w cyrkach. Chociaż Stone miał nominację w United States Naval Academy, odrzucił ją, decydując się zamiast tego zostać aktorem w teatrze giełdowym. 
W 1919 Stone zadebiutował na scenie podczas występu w namiocie w Kansas. Pod koniec lat dwudziestych XX wieku odważył się wystąpić w wodewilu, a w 1930 należał do zespołu pieśni i tańca Stone and Strain. W 1934 trafił na Broadway w roli żołnierza konfederacji w komedii Jayhawker.
W 1935 osiadł w Hollywood, współpracował z kilkoma objazdowymi zespołami teatralnymi i grał role filmowe w produkcjach klasy B firmowanych przez takie studia jak Mascot i Monogram.

## Filmografia

### Filmy
- 1936: Mleczna droga jako dziennikarz
- 1936: Orzeł leci do Chin jako operator radiowy
- 1937: Atlantic Flight jako Henry Wadsworth „Pokey” Schultz
- 1939: Młodość Lincolna jako Stephen A. Douglas
- 1940: Black Friday jako reporter na egzekucji
- 1942: Niewidzialny agent jako niemiecki sierżant
- 1943: Captive Wild Woman jako Fred Mason
- 1943: Sherlock Holmes. W obliczu śmierci jako kapitan Vickery
- 1943: The Mad Ghoul jako Macklin
- 1944: Weird Woman jako spiker radiowy (głos, niewymieniony w czołówce)
- 1944: Jungle Woman jako Fred Mason
- 1945: The Frozen Ghost jako George Keene
- 1945: Strange Confession jako Stevens
- 1949: Zielona obietnica jako wielebny Jim Benton
- 1951: Operacja Pacyfik jako oficer kontroli naziemnej
- 1952: Atomowe miasto jako inspektor Harold Mann
- 1953: Najeźdźcy z Marsa jako kapitan Roth
- 1955: Prywatna wojna majora Bensona jako generał dywizji Wilton J. Ramsey

### Seriale
- 1952: Dragnet jako kpt. R. A. Lohrman
- 1958: Climax! jako pan Dale
- 1955–75: Strzały w Dodge City jako doktor Galen „Doc” Adams